# Личко-Сеньска
Личко-Сеньска, Ликско-Сеньская жупания (хорв. Ličko-senjska županija) — жупания на северо-западе Хорватии. Административный центр жупании — город Госпич.

## География
Жупания простирается от северного побережья Адриатики на западе до границы с Боснией и Герцеговиной на востоке. Она включает в себя южную часть Хорватского Приморья вокруг города Сень, северную часть острова Паг и расположенную в глубине страны историческую область Лика.
Площадь жупании — 5353 км². На юге граничит с жупанией Задарска, на северо-западе — с Приморско-Горанска, на севере — с Карловачка. На востоке жупания граничит с Боснией и Герцеговиной.
Территория жупании сильно гориста, вдоль побережья идёт горный хребет Велебит, восточная часть жупании расположена на Динарском нагорье. В жупании Личко-Сеньска находятся два национальных парка — Северни-Велебит и Плитвичка-Езера.

## Население
Население жупании — 53 677 человек, плотность населения одна из самых небольших в стране — 7 человек на км². Жупанию населяют хорваты (86,15 %), сербы (11,54 %), албанцы (0,20 %), боснийцы (0,16 %) (по данным на 2001 год). Количество сербов за последние годы в связи с возвращением беженцев могло возрасти.

### Города
| город   | количество жителей |
| ------- | ------------------ |
| Госпич  | 6088               |
| Сень    | 5491               |
| Оточац  | 4354               |
| Новаля* | 2078               |

* на острове Паг.

### Общины
- Бринье
- Доньи Лапац
- Карлобаг
- Ловинац
- Перушич
- Плитвичка-Езера
- Удбина
- Врховине

## Палеогенетика
За Драгой Бракус (Draga Brakus) по направлению к пику Ватиновац (Vatinovac) находится пещера Безданяча (Bezdanjača Cave), где было обнаружено около 200 захоронений, относящихся к эпохе среднего и позднего бронзового века (1500—750 гг. до н. э.).
У образца I18719 из пещеры Безданяча археологически датируемого поздним бронзовым веком (3200 л. н., Croatia_MBA_LBA) определили Y-хромосомную гаплогруппу I2a1a2b1a1-Y3120>I2a-CTS10228 (динарский субклад) и очень молодую митохондриальную гаплогруппу HV0a1a (formed 800 ybp, TMRCA 500 ybp), так что это может быть средневековый образец.